# Juan Pedro Sorribes
Juan Pedro "Quique" Sorribes (Curuzú Cuatiá, Corrientes, 3 de noviembre de 1952 - Corrientes, 31 de octubre de 1990) fue un cantautor guitarrista,  intendente de Curuzú Cuatiá y diputado provincial de Corrientes.

## Vida artística
Sorribes cantó por primera vez en su Colegio San Rafael de Curuzú Cuatiá. En su juventud estudió guitarra con Celestino López e integró distintos grupos escolares. A finales de la década del '60 y principios de '70 formó un trío junto a sus compueblanos Roberto Romero en acordeón y Pocholo Airé en guitarra, con el que se realizaron con singular suceso, giras por el sur correntino y norte entrerriano. Como músico y cantor ocupó un lugar destacado en el Festival “Canción Nueva Correntina” que se realizó en corrientes en 1975, donde interpreta “Peregrinos de la Virgen correntina” y “Taipero poriahú” obteniendo el primer premio como vocalista”.
Con el conjunto de Pocho Roch realiza su primera grabación para el sello “EMI - Odeón” en el año 1974, donde registra las obras “Por Santa Rosa me voy al río”, “Pisa que pisa mazamorrera”, “Peregrinos de la Virgen correntina” y “Taipero poriahú”. Este disco fue presentado en el “Teatro General San Martín de Buenos Aires”. Con el conjunto de Pocho Roch permanece hasta el año 1983 con actuaciones en los principales escenarios del litoral y participando de la grabación de los discos “De alla ite” en el año 1977, también para el sello EMI, “Canciones del Viento'', grabada en el año 1982 para el sello “CBS” y “Canto a la Fe” grabada en 1983 para el mismo sello discográfico.
Con motivo del bicentenario de Curuzú Cuatiá, el 16 de noviembre de 2010, en uso de las atribuciones conferidas por las bases para la elección de los Hombres Curuzucuateños Del Bicentenario, el Jurado decidió otorgarle una Mención especial, al citar: "En la categoría Post-Mortem el Jurado entiende que un hombre que ha sido nominado en varios rubros se ha caracterizado fundamentalmente como símbolo indiscutido de la amistad y por el afecto que Curuzú Cuatiá siente por él más allá de su desaparición física, se otorga la distinción de Hombre del Bicentenario categoría Post-Mortem al gran amigo: Juan Pedro Quique Sorribes".
Alejado de los escenarios por cuestiones laborales, falleció el 31 de octubre de 1990 en la ciudad de Corrientes.
El anfiteatro de Curuzú Cuatiá lleva su nombre, en Santa Lucía un escenario festivalero también.

## Vida política
Juan Pedro Sorribes perteneció al partido radical y asumió la intendencia el 10 de diciembre de 1985, culminando sus funciones en el 10 de diciembre de 1987, en ese momento los mandatos duraban dos años.
Sorribes realizó un sinfín de actividades en la ciudad de Curuzú Cuatiá, como extensión de red cloacal, creación de la Dirección de Planeamiento Urbano, plan de pavimentación urbana, creación del Centro de Disposición final de Residuos, Creación de la Dirección Municipal de la Vivienda, Construcción del Barrio 13 viviendas.
También se desempeñó como diputado provincial entre los años 1989 y 1990.  Al finalizar su gestión deja un mensaje a los vecinos “como en todo proyecto político era indispensable considerar en su contenido la participación popular y lo hacíamos invitando al vecino al unirse al esfuerzo por una ciudad más solidaria y humana. La participación ha sido y es en este tiempo el elemento vital del desarrollo de nuestra comunidad”.